# Rusajfa
Rusajfa (arabsky الرصيفه) je město v guvernorátu Zarká v Jordánsku. V roce 2015 zde žilo 472 604 obyvatel, což z něj činilo čtvrté největší město v Jordánsku po Ammánu, Irbidu a Zarká.

## Geografie
Rusajfa leží v centrální části Jordánska, v povodí řeky Zarká, na dálnici Ammán-Zarká. Ammán, Zarká a Rusajfa tvoří jednu velkou metropolitní oblast, po Damašku druhou největší metropolitní oblast v Levantě (tradiční název pro celou oblast Východního Středomoří). Město administrativně spadá pod guvernorát Zarká. Vzhledem k blízkosti Ammánu a Zarká se zde nachází několik podniků těžkého průmyslu.

## Obyvatelstvo
Podle jordánského sčítání lidu z roku 2004 žilo v Rusajfě 268 237 obyvatel, přičemž poměr žen a mužů byl 48,46 % ku 51,54 %. Jordánští občané tvořili 89,6 % obyvatelstva Rusajfy.